# Simó Macabeu
Simó Macabeu va ser gran sacerdot dels jueus, fill de Mataties (el primer dirigent de la Revolta dels Macabeus el 167 aC). Va succeir al seu germà Jonatan Macabeu quan va ser fet presoner probablement l'any 143 aC, i definitivament quan va morir el 142 aC. Formava part de la dinastia dels Asmoneus.
Quan va prendre possessió del càrrec, Simó es va declarar favorable a Demetri II Nicàtor (147 aC-138 aC) que havia conservat la part oriental del regne, i que el va confirmar com a gran sacerdot. Diòdot Trifó va enverinar Antíoc VI Dionisi i es va proclamar rei l'any 140 aC. En aquest temps Demetri II i Simó van poder recuperar Gaza que havia caigut poc abans en mans de Diodot Trifó. Mentrestant els parts van envair la part oriental del regne selèucida, i en aquestes lluites Demetri va caure presoner. Moltes guarnicions selèucides que dubtaven o eren lleials a Demetri es van decantar per Diodot. Segurament no gaire després d'aquests fets, la guarnició selèucida de Jerusalem, lleial a Diodot, es va sotmetre a Simó que es va proclamar independent amb el títol d'etnarca.
Les lluites civils entre els selèucides van continuar i Didot va acabar fugint a Fenícia l'any 137 aC i després a altres llocs per acabar executat al cap de poc. El nou rei Antíoc VII Sidetes no va acceptar la virtual independència de Judea i va enviar un exèrcit dirigit pel general Cendebeu. Simó, ja molt vell, va encarregar la lluita als seus fills Judes i Joan Hircà (després Joan Hircà I) que van derrotar el selèucida i el van expulsar cap al nord.
Una mica després, Ptolemeu, governador de Jericó i gendre de Simó, en combinació amb Antíoc Sidetes, va formar una conspiració per obtenir el govern de Judea i en un banquet es va apoderar de Simó i el va executar potser l'any 135 aC o 134 aC, junt amb dos fills: Judes i Mataties. El tercer fill, Joan Hircà es va poder escapar i es va proclamar gran sacerdot.